# Élton
Élton Rodrigues Brandão est un footballeur brésilien né le 1er août 1985 à Iramaia. Il évolue au poste d'attaquant.

## Biographie
Élton joue au Brésil, en Pologne, au Portugal, en Arabie saoudite, et au Japon.
Il dispute sept matchs en Ligue des champions de l'UEFA (un but), un match en Coupe de l'UEFA, sept matchs en Copa Libertadores (un but), et enfin cinq rencontres en Copa Sudamericana (deux buts). Il remporte la Copa Libertadores en 2012 avec les Corinthians.
Il inscrit 11 buts en première division brésilienne en 2011, puis 16 buts en première division saoudienne lors de la saison 2013-2014.

## Palmarès
- Vainqueur du Campeonato Paulista (D2) en 2008 avec Santo André
- Champion du Brésil de D2 en 2009 avec Vasco da Gama
- Vainqueur de la Coupe du Brésil en 2011 avec Vasco da Gama
- Vainqueur de la Copa Libertadores en 2012 avec les Corinthians
- Champion d'Arabie saoudite en 2014 avec Al-Nassr
- Vainqueur de la Coupe d'Arabie saoudite en 2014 avec Al-Nassr